# Silver's Serenade
| Recensione | Giudizio |
| ---------- | -------- |
| AllMusic   | [ 1 ]    |

Silver's Serenade è un album discografico del quintetto del pianista jazz statunitense Horace Silver, pubblicato dalla casa discografica Blue Note Records nell'agosto del 1963.

## Tracce

### LP
Tutti brani sono composizioni di Horace Silver.
Lato A
1. Silver's Serenade – 9:19 – Registrato il 7 maggio 1963
2. Let's Get to the Nitty Gritty – 7:20 – Registrato l'8 maggio 1963

Lato B
1. Sweet Sweetie Dee – 7:31 – Registrato l'8 maggio 1963
2. The Dragon Lady – 7:00 – Registrato l'8 maggio 1963
3. Nineteen Bars – 6:20 – Registrato il 7 maggio 1963[3]

## Musicisti
- Horace Silver - pianoforte
- Blue Mitchell - tromba
- Junior Cook - sassofono tenore
- Gene Taylor - contrabbasso
- Roy Brooks - batteria

Note aggiuntive
- Alfred Lion - produttore
- Registrazioni effettuate il 7 ed 8 maggio 1963 al Van Gelder Studio di Englewood Cliffs, New Jersey (Stati Uniti)
- Rudy Van Gelder - ingegnere delle registrazioni
- Reid Miles - fotografia copertina album originale, design album
- Joel Dorn - note retrocopertina album originale[4]